# Palatul Minotto-Barbarigo

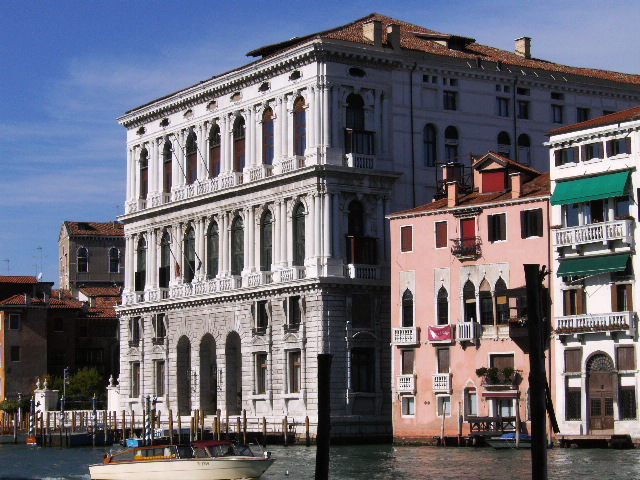
Palazzo Corner și Palazzo Barbarigo Minotto. Clădirea roz din mijloc este Palatul Minotto-Barbarigo.

Palatul Minotto-Barbarigo (numit și Palatul Barbarigo Minotto) este un palat din secolul al XV-lea de pe malul Canal Grande din Veneția (nordul Italiei), lângă impunătorul Palazzo Corner. Construit în stilul gotic venețian, el era format inițial din două palate, Palatul Minotto și Palatul Barbarigo, care au fost alăturate împreună mai târziu. Palatul Barbarigo a fost deținut de familia Barbarigo timp de mai multe secole și a fost locul de naștere al lui Gregorio Barbarigo, care a refuzat odată coroana papală. El a fost deținut mai târziu de către familiile Minotto și Martinengo.

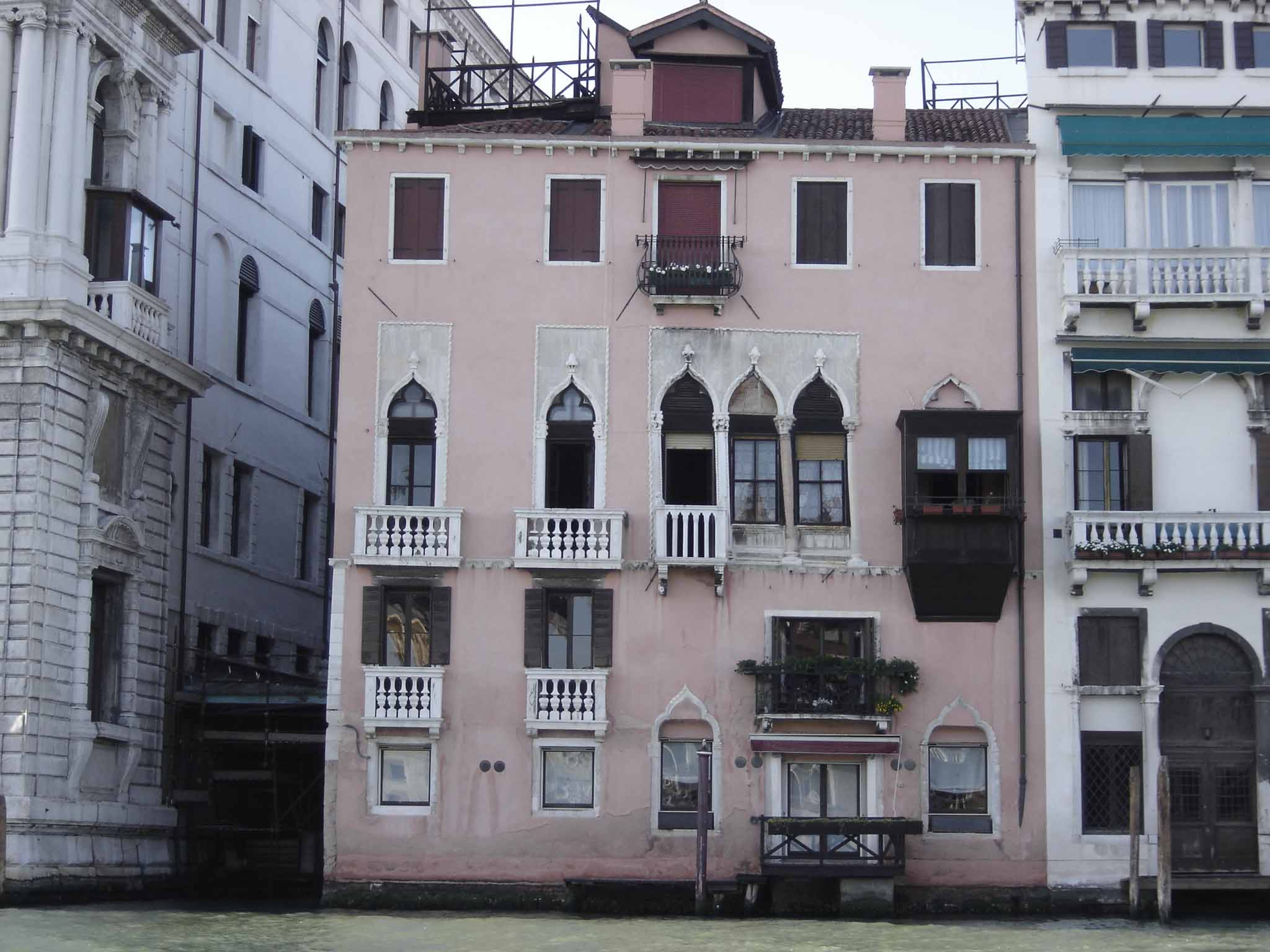
Fațada Palatului Minotto-Barbarigo de pe Canal Grande din Veneția.

Trei saloane au vedere la Canal Grande și alte trei la Rio Zaguri. În prima jumătate a secolului al XVIII-lea Pietro Barbarigo a comandat artiștilor Giovanni Battista Tiepolo, Francesco Fontebasso și Carpoforo Tencalla o serie de fresce și picturi. Capela este realizată în stil Ludovic al XIV-lea cu podele de  ulm podele încrustate cu intrasii de rădăcini de măslini. Ușile palatului sunt în același stil, având mânere de bronz în formă de frunze de viță. Podelele din încăperile de lux sunt un amestec de pavaj din mozaic venețian și pavaj "pastellone".

## Descriere

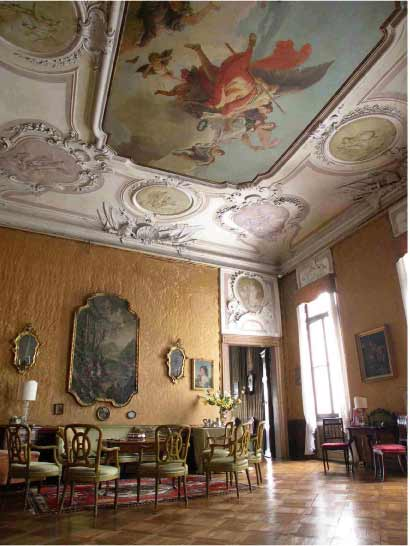
Așa-numita "Sala lui Tiepolo", decorată aproape în întregime de maestrul venețian.

Palatul este, de fapt, format din două clădiri diferite, care au fuzionat în secolul al XVII-lea. Partea mai veche, realizată într-o arhitectură venețiano-gotică de pe la 1400 și care conține frize bizantine din secolul al XII-lea, a fost inițial cunoscută sub numele de Palatul Minotto; partea mai nouă, Palatul Barbarigo, a fost construită în secolul al XVII-lea.
Cu ocazia căsătoriei lui Gregorio Barbarigo cu educata Caterina Sagredo, în 1739, cei mai mari artiști ai vremii au fost chemați pentru a înfrumuseța palatul în ambele sale părți, care au fost unificate începând de atunci. Printre aceștia s-au aflat marele maestru Gianbattista Tiepolo, Francesco Fontebasso, Gerolamo Mengozzi Colonna și Carpoforo Mazzetti.
În 1741 a fost angajat pictorul Mengozzi Colonna din Ferrara, care a pictat capela interioară situată într-o adâncitură a clădirii și ascunsă de două frunze din lemn. În jurul ei se află un parchet din ulm în stil Ludovic al XIV-lea încrustat cu rădăcini de măslini și alte intarsii din lemn prețios. În anul următor Mengozzi Colonna a lucrat, de asemenea, la holul central (portego) proiectând frumoasele pavaje din mozaic venețian.
Ușile palatului sunt în stilul Ludovic al XIV-lea, cu fâșii din nuc și cu mânere din bronz în formă de frunze de viță.
Gianbattista Tiepolo și-a început activitatea sa aici în 1741, pictând spațiile monocrome care încadrează pânza centrală, "Triumful virtuții și nobleței asupra ignoranței". Pictura originală în ulei face parte acum din colecția Cà Rezzonico și a fost înlocuită aici cu o copie prin anii 1900.

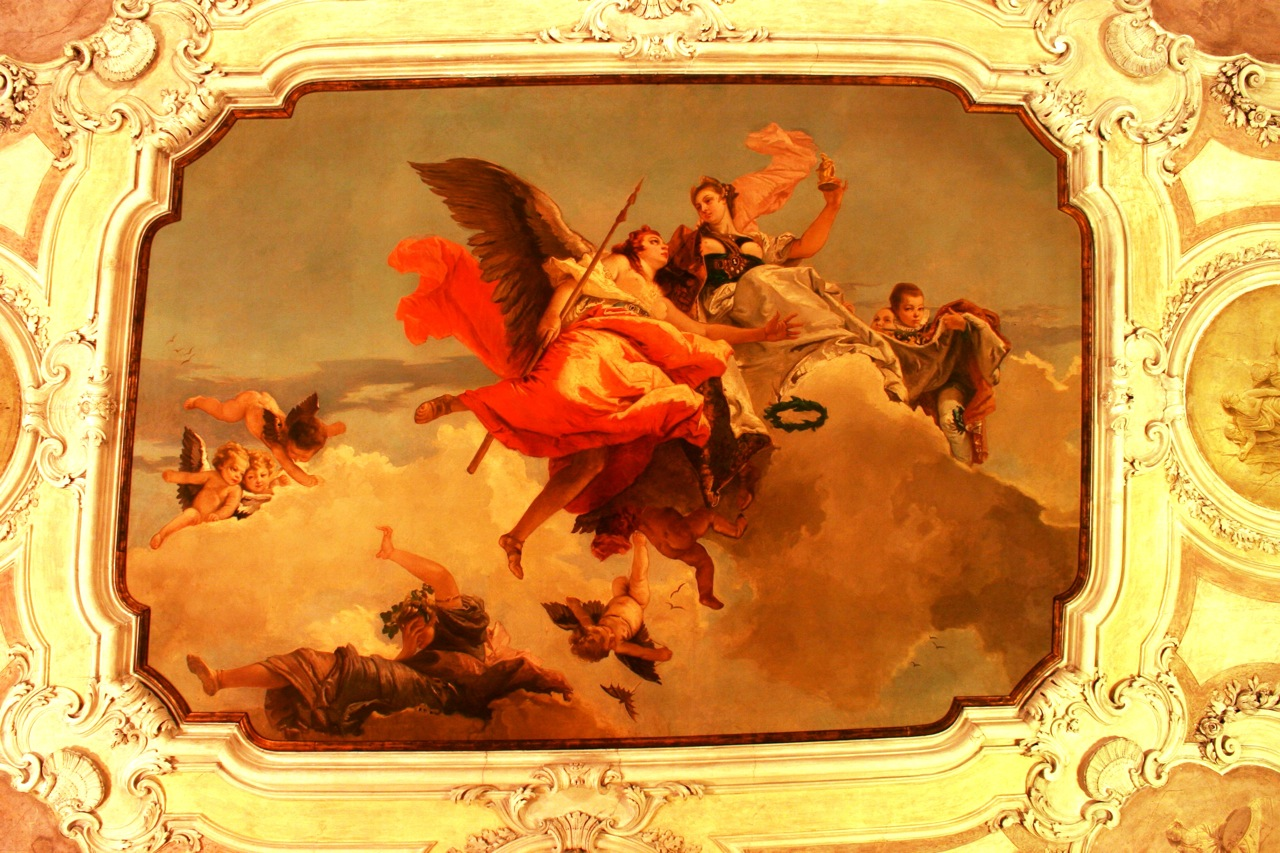
Copia din 1900 a picturii "Triumful virtuţii asupra ignoranţei" (1745) a lui Tiepolo, ulei pe pânză. Pictura originală face parte acum din colecţia din Cà Rezzonico.

Întregul decor pictural reprezintă interesele culturale ale lui Gregorio și Caterina, proaspăt căsătoriți. Patru picturi monocrome reprezintă Științele: Istoria, Astronomia, Geografia și Astrologie. Celelalte patru, cu șarpante mixtilineare reprezintă Artele: Pictura, Sculptura, Muzica și Poezia. Frescele de deasupra reprezintă Meritul și Abundența. Acest ciclu întreg este influențat de tendința neoclasică care cucerise întregul orașul în această perioadă, prin motivele sale ornamentale, sculpturi antice, sarcofage, amfore și vaze, împreună cu "harul Olimpic" al chipurilor sale. Salonul este, de asemenea, cunoscut sub numele de "Camera Înțelepciunii", deoarece evidențiază ideea artelor și științelor care conferă bogăție și noblețe.
Pânza centrală a fost pictată de Tiepolo în 1744-1745. Alături de cele două figuri feminine  care reprezintă Virtutea și Noblețea este un tânăr paj ținând un fald din vesta lor: aceasta este, probabil, un portret al fiului pictorului, Giuseppe Maria. În spatele lui se observă o altă figură, presupusă a fi un autoportret al artistului. Ignoranța, învinsă, cade trăgând cu ea un duh cu aripi, care ține un liliac, alegorie a viciului. Această reprezentare celebrativă, dragă stăpânilor casei, este, de asemenea, un exemplu de maturitate artistică a lui Tiepolo, puternic influențat de modelele lui Veronese.
Carpoforo Mazzetti, elev al altui artist ticinez, Abbondio Stazio, a decorat cu stuc alcovul în stil rocaille. Decorațiunile pornesc din deschiderea centrală în care este plasat patul, se ramifică pe ambele părți pentru a ajunge la ușile împodobite cu oglinzi. Deasupra lor, creasta și îngerii purtărori de scut domină camera.

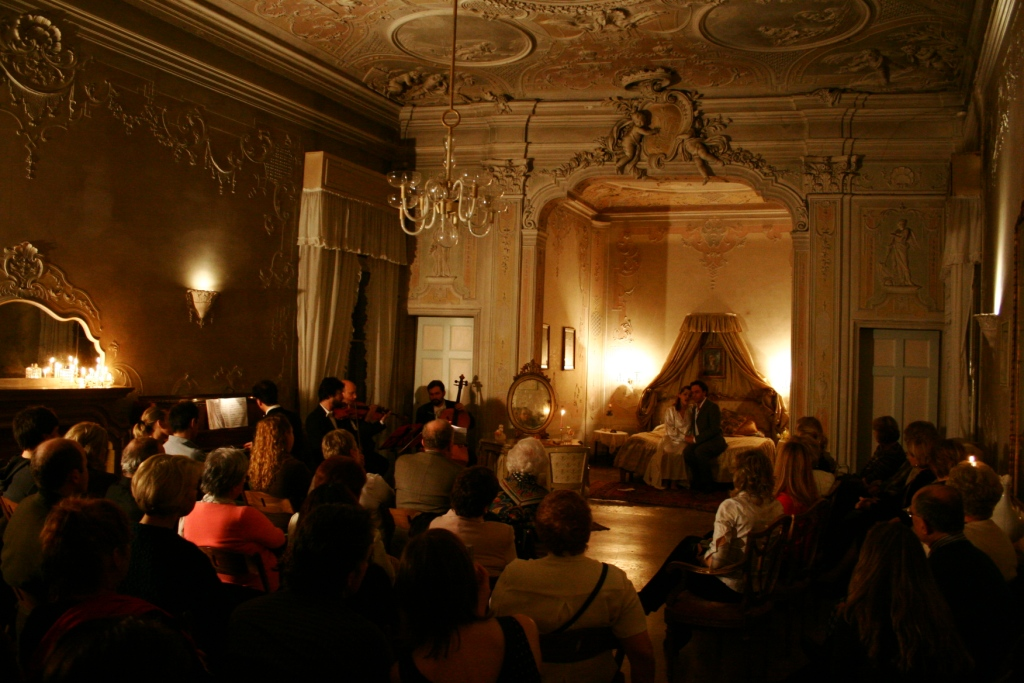
Alcovul cu stucaturile sale bogate, fotografiat în timpul unui spectacol cu "Traviata" de Verdi, realizat de ansamblul "Musica a Palazzo".

Mazzetti a lucrat, de asemenea, la stucaturile din sala de mese, unde a reprezentat scene mitologice în culori pale și animale foarte realiste și pline de culoare pentru a decora plafonul.
Musica a Palazzo, o asociație culturală de muzicieni clasici, a închiriat piano nobile din 2005 și îl folosește pentru producții de operă la scară mică.

## Alte palate
Familia Barbarigo a deținut multe alte palate în Veneția, care încă îi poartă numele, cel mai cunoscut fiind Palazzo Barbarigo. Celelalte sunt Palatul Barbarigo alla Maddalena, Palazzo Barbarigo della Terrazza și Palazzo Barbarigo Nani-Mocenigo.